# تأريخ بنظائر أرجون-أرجون
تأريخ أرجون-أرجون (40Ar/39Ar) هي طريقة قياس الإشعاع الصادر من عنصر الأرجون وقد اختيرت لكي تتفوق على طريقة التأريخ بواسطة التحلل النووي من البوتاسيوم إلى الأرجون . الطريقة السابقة وهي التأريخ بوتاسيوم-أرجون كانت تتطلب شق العينة إلى نصفين : نصف لتعيين البوتاسيوم ونصف لتعيين الأرجون. طريقة التأريخ أرجون-أرجو لا تستدعي كسر العينة ، وتكفي عينة واحدة أو قطعة واحدة لتحديد عمرها. وتتم الطريقة بقياس نسبة نظائر الأرجون.
تعتمد طريقة تأريخ 40Ar/39Ar على تعريض العينة إلى نيوترونات صادرة في مفاعل نووي ، فيتحول البوتاسيوم-39 إلى الأرغون-39 . وبإجراء التجربة على عينتين أحدهما معروف تاريخها والآخرى مجهولة العمر ، بوضعهما في مفاعل نووي واشعاعهما بالنيوترونات لنفس المدة (ولتكن لمدة ساعة مثلا) فيمكن بعد ذلك قياس الإشعاع الصادر من نسبة 40K/40Ar* , وحساب عمر العينة المجهولة .
نظير الأرجون المرموز له بنجمة فوقه 40Ar* هو النظير المشع من الأرجون -40 والذي نتج عن طريق ضرب البوتاسيوم 40K بالنيوترونات. ولا يحتوي 40Ar* على أرجون من الجو يكون في العينة ، وإن كان موجودا في العينة فيمكن تعيينه بقياس الأرجون-36 . أي أن تقدير عمر العينة يكون دقيقا .

## مقالات لها ارتباط
- كربون-14
- تأريخ بالكربون المشع
- تأريخ إشعاعي
- عمر النصف
- علم تحديد أعمار الأشجار
- علم الآثار

## وصلات خارجية
- WiscAr Geochronology Laboratory, University of Wisconsin-Madison: http://geochronology.geoscience.wisc.edu/
- جامعة كاليفورنيا (بركلي) press release: "Precise dating of the destruction of Pompeii proves argon-argon method can reliably date rocks as young as 2,000 years"
- The New Mexico Geochronology Research Laboratory
- Berkeley Geochronology Center
- Argon Isotope Facility http://www.gla.ac.uk/departments/suerc/nercfacilities/argonisotopefacility/ نسخة محفوظة 10 مايو 2010 على موقع واي باك مشين. of the Scottish Universities Environmental Research Council
- Open University Ar/Ar and Noble Gas Laboratory http://www8.open.ac.uk/science/argon-noble-gas-research
- Argon Laboratory / Australian National University http://argon.anu.edu.au